# Litzlberg
Litzlberg ist ein Ort im Salzkammergut in Oberösterreich, und Ortschaft und Katastralgemeinde der Gemeinde Seewalchen am Attersee im Bezirk Vöcklabruck.

## Geographie
Der Ort befindet sich am Attersee, knapp 3 Kilometer südwestlich des Gemeindehauptorts am Attersee-Nordende. Südwestlich erhebt sich der Buchberg, der den Raum Seewalchen-Schörfling vom Attergau trennt, am See gegenüber der Gahberg.
Das Dorf Litzlberg liegt auf um die 480 m ü. A. Höhe direkt am Seeufer, am Fuß des Hochholz, einer kleinen Erhebung am See. Die Ortschaft umfasst etwa 170 Häuser mit um die 160 Einwohnern.
Die Katastralgemeinde Litzlberg mit 1340 Hektar ist wesentlich umfangreicher, sie bildet den Westteil der Gemeinde Seewalchen, dazu gehören auch die Ortschaften Buchberg und Haining westlich, und Moos, Gerlham, Neißing, Kemating, Staudach sowie Teile von Steindorf im Nordosten und Norden.
Durch den Ort verläuft die B 151 Attersee Straße.
| Gerlham  |                                             | Moos                            |
| Buchberg | Kompassrose, die auf Nachbargemeinden zeigt | Kammerl (Gem. Schörfling a. A.) |
|          |                                             | Seeberg (Gem. Weyregg a. A.)    |

## Geschichte

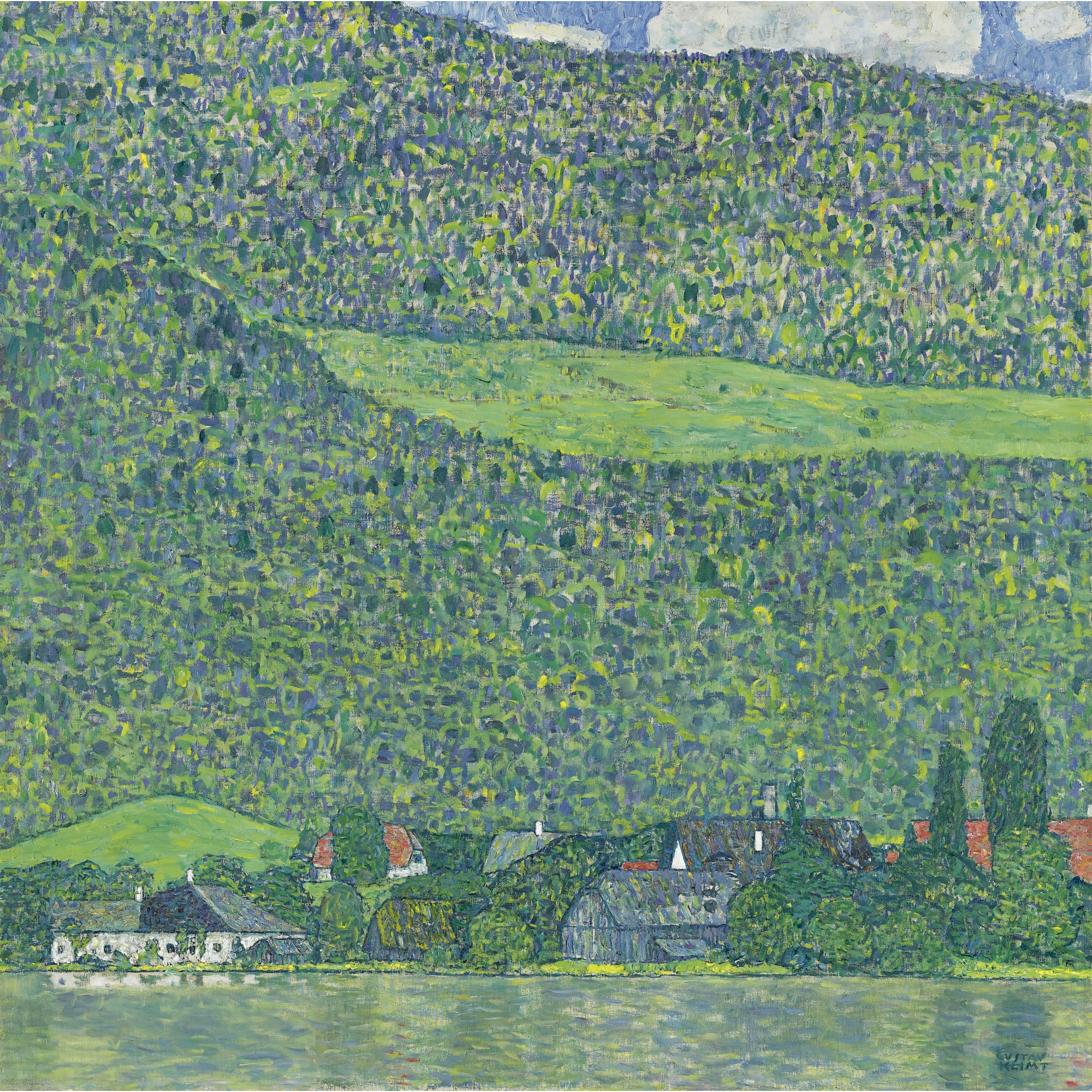
Litzlberg am Attersee, Gemälde von Gustav Klimt (1914–1915)

Besiedelt ist die Gegend seit mindestens dem frühen 4 vorchristlichen Jahrtausend (Jungneolithikum). Dann klafft eine Lücke in den archäologischen Funden, Siedlungsspuren im Raum finden sich wieder aus dem 1. Jahrtausend vor Christus (Latènezeit, ‚Keltenzeit‘), und der Römerzeit.
Das Schloss Litzlberg (mittelhochdeutsch letz, bairisch lützl ‚klein‘) ist schon 1313 über die Besitzer und 1377 urkundlich erwähnt, es gehörte anfangs zu Stift Mondsee und zum Bistum Bamberg, ab 1383 den Herzögen von Österreich, mit wechselnden Lehensnehmern. Der Ort selbst erscheint erst 1666 genannt. Aus der Herrschaft entstand die Steuergemeinde Litzlberg, die mit Schaffung der Ortsgemeinden 1849 mit Seewalchen die politische Gemeinde Seewalchen ergab.
Im März 2020 wurde bei einem Hausbau eine in einem Holz-Metall-Sarg bestattete Frau samt Grabbeigaben im Boden gefunden, die örtlich mit einem protestantischen Bethaus aus dem 17. Jahrhundert in Zusammenhang stehen soll. Die Funde sollen in Seewalchen ausgestellt werden. Es wurde der Sarg von Anna Engl von Wagrain entdeckt.
Bekannt wurde der Ort in der Belle Epoque, als er ein Geheimtipp der Sommerfrische wurde. Zu den Gästen gehörte etwa Gustav Klimt, der hier einige Sommer verbrachte und etliche Atterseebilder malte, insbesondere Litzlberg am Attersee (1914) (2011 vom Museum der Moderne in Salzburg an einen Enkel restituiert und um umgerechnet rund 29 Mio. Euro in New York versteigert) und Litzlbergkeller (1915). Klimt war erster Besitzer eines Motorboots und malte die Bilder vom Boot im See aus, um sie danach jeweils in seinem Studio fertigzustellen.
Außerdem entdeckte der Sandfischer Theodor Wang hier in den 1910er Jahren Reste prähistorischer Pfahlbauten, die seit 2011 als Teil von 111 Pfahlbauten um die Alpen als Weltkulturerbe geschützt sind.
Historisch und zwar seit dem 16. Jhdt. wurde eine Brauerei im Gebäude 50 m westlich des heutigen Strandbades betrieben. Da hier geeignete Lagerräume fehlten wurde nach 1869 ein Keller (mit Wohnhaus darüber) 1,6 km Ochsenkarrenfahrt nordöstlich im Seewalchner Ortsteil Moos bergseitig der Uferstraße errichtet. Das veränderte Gebäude trägt auch heute als Hotel-Restaurant noch immer den Namen Litzlberger Keller.
Schloss Insel Litzlberg und der ehemalige davor liegende Vierkant-Bauernhof (1609 erbaut) war von 1904 bis 1974 im Besitz der Familie Böhler (Böhlerstahl). Die Insel wurde 1974 vom Linzer Ziegelhersteller Leitl erworben. Der landseitig davor liegende ehemalige Bauernhof wurde nach mehreren Umbauten an den Yachtclub Kammersee verpachtet und war bis 2020 im Besitz der Erbin Barbara Eppler (geb. Böhler), die 2020 verstarb. Der ehemalige Bauernhof und die unmittelbar davorliegende Wasserfläche des Attersees waren bekannte Motive von Gustav Klimt.
Litzlberg ist bis heute ein typischer Sommerfrischeort geblieben, was sich auch im Verhältnis viele Wohnadressen zu wenigen (ständigen) Einwohnern widerspiegelt.

## Infrastruktur und Sehenswürdigkeiten
Sehenswert sind die denkmalgeschützte Ortskapelle Litzlberg (Landbarock, vor 1824, renoviert 1993) und das Inselschloss Litzlberg, heute als Neubau (unter der Industriellenfamilie Böhler) im historistischen Stil um 1900. Weitere Baudenkmäler sind die Villa Curzon (aus 1927/1928, im historistischen englischen Landhausstil, typischer Salzkammergutstil) und die Villa Eichmann (aus 1927–1931, klassischen Moderne von Clemens Holzmeister; samt Bootshaus im See).
Weitaus bedeutendstes Kulturgut ist die Pfahlbaufundstelle Litzlberg-Süd, eine der ältesten Österreichs, die zum UNESCO-Welterbe Prähistorische Pfahlbauten um die Alpen gehört – sie liegt aber im Wasser und ist ohne fachkundige Führung nicht erfahrbar.
Litzlberg hat weiters
- ein Freibad (seit 1958) mit Wasserrettungsstation,[7]
- daneben die Seehof-Kapelle (renoviert 1989),[8]
- freien Seezugang am großen öffentlichen Badeplatz des Landes östlich der Seehofstraße,
- einen bis 2002 als Anlegestelle der Attersee-Schifffahrt betriebenen Landungssteg,[9]
- den Segelclub Kammersee, nahe der Insel in einem 400 Jahre alten Gebäude, mit Slip-Anlage und Liegeplätzen (1962 als Yachtclub Kammersee gegründet, Soling Europameisterschaft 2011, Tempest WM 2005, H-Boot WM 1985),[10]
- den Segel- und Surfclub Seewalchen SSC-S, nun in und bei einem Bootshaus etwa 500 m km östlich der Insel, gegründet 1977, seit 1979 in Litzlberg, in den 1980er Jahren im Surfen erfolgreich (Ulli Huber, Weltmeisterin 1980) und Regatten ausrichtend (heute wird eher in Starkwindgebieten anderswo gesurft)[11] und
- das Jugendgästehaus „Litz“ des Roten Kreuzes.[12]

## Persönlichkeiten
Personen mit Beziehung zum Ort:
- Raoul Aslan (1886 Thessaloniki, Osmanisches Reich, heute Griechenland – 1958 Litzlberg), österreichischer Schauspieler des Wiener Burgtheaters tätig, 1945 bis 1948 auch Burgtheaterdirektor, verstorben in Litzlberg